# جانيت كي
جانيت كي (بالإنجليزية: Janet Key)‏ هي ممثلة بريطانية، ولدت في 10 يوليو 1945 في باث في المملكة المتحدة، وتوفيت في 26 يوليو 1992 في لندن في المملكة المتحدة بسبب سرطان.

## وصلات خارجية
- جانيت كي على موقع IMDb (الإنجليزية)
- جانيت كي على موقع قاعدة بيانات الفيلم (الإنجليزية)